# .cdr

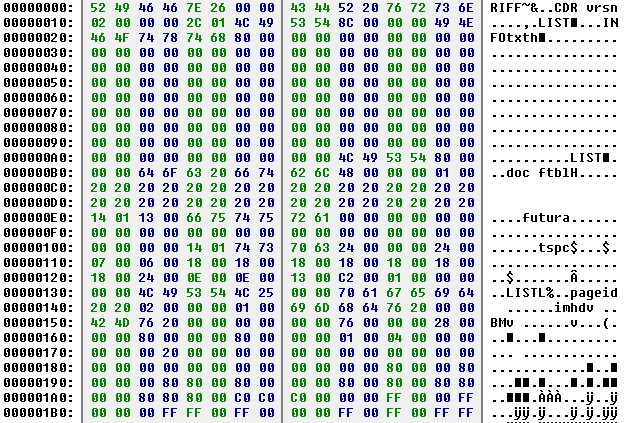
Заголовок CDR-файлу.

CorelDraw Bitmap — основний формат векторного графічного редактора CorelDRAW. Формат CDR став універсальним для інших програм завдяки використанню окремої компресії для векторних і растрових зображень, можливості вбудовувати шрифти, величезному робочому полю 45х45 метрів, підтримці багатосторінковості.

### Структура
У своїх перших версіях, формат файлу CDR був повністю пропрієтарним і в основному використовувався для векторних малюнків. Формат ранніх версій розпізнається за першими двома байтами, що містять літери «WL». Починаючи з CorelDraw 3, формат файлу змінюється на контейнер Resource Interchange File Format (RIFF), та розпізнається за першими чотирма байтами, що містять «RIFF», тоді як версія одержується з байтів 9-15, з рядка «CDR * vrsn», де зірочка «*» означає версію в шістнадцятковій системі числення. Фактичний блок даних в RIFF залишається власним форматом Corel.
Починаючи з версії Х4 (14) файл CDR є стисненим ZIP-архівом, що мітить в собі каталог з декількох файлів, серед яких є XML-файли і RIFF структурований файл riffdata.cdr зі схожою сигнатурою версій в версіях Х4 (CDREvrsn) і X5 (CDRFvrsn), чи файл root.dat в CorelDraw X6, де байти з 9 до 15 виглядають трохи інакше — «CDRGfver». «F» — остання можлива шістнадцяткова цифра, і тому «fver» тепер вказує на те що попередня літера більше не може бути шістнадцятковим символом.
Не існує загальнодоступної специфікації формату CDR.
Також існують інші формати CorelDraw: CorelDraw Compressed (CDX), CorelDraw Template (CDT) і Corel Presentation Exchange (CMX).

### Використання CDR в інших програмах
У грудні 2006 року, команда sK1 почала зворотню розробку формату CDR у рамках проекту з відкритим джерельним кодом. Результати і перший робочий прототип імпортера CDR були представлені на конференції Libre Graphics Meeting 2007, що пройшла в травні 2007 року в Монреалі, Канада. Пізніше команда проаналізувала структуру інших форматів Corel за допомогою програми з відкритим джерельним кодом CDR Explorer. У 2008 році команда sK1 проголошує, що має найкращу підтримку імпорту форматів файлів CorelDraw серед програм з відкритим джерельним кодом. Проект sK1 розробив також UniConvertor, інструмент командного рядка з відкритим кодом, який підтримує перетворення форматів CorelDraw версій 7–X4 (CDR/CDT/CCX/CDRX/CMX) в інші формати. UniConvertor також використовується в проектах з відкритим кодом Inkscape і Scribus як зовнішній інструмент імпорту для CorelDraw файлів.
У 2007 році Microsoft заблокував формат файлу CDR в Microsoft Office 2003 із випуском третього пакета оновлень. Microsoft пізніше вибачилася за звинувачення формату CDR та інших форматів в проблемах безпеки Microsoft Office і випустила кілька інструментів для розв'язання цієї проблеми.
У 2012 рік спільна команда LibreOffice та re-lab випустила libcdr, бібліотеку для читання CDR файлів починаючи з першої версії до, на даний час останньої, X7 та CMX-файлів. Бібліотека має розширену підтримку фігур і їх властивостей, включаючи підтримку управління і змішування кольорів, і має базову підтримку тексту. Бібліотека надає вбудований конвертер для SVG, а конвертер в OpenDocument побудований завдяки пакету writerperfect. Бібліотека libcdr використовується в LibreOffice, починаючи з версії 3.6, і завдяки публічному інтерфейсу може бути вільно використана іншими застосунками.

### Програми, що підтримують CDR-файли
Наступні програми підтримують формат CDR повністю чи частково:
- Adobe Illustrator — CorelDraw 5–10[14]
- Corel PaintShop Photo Pro
- Corel WordPerfect Office
- Inkscape з встановленим UniConvertor; часткова підтримка[7]
- LibreOffice з встановленим libcdr — CorelDraw 1–X7
- Microsoft Visio 2002 — версії 3–7 для малюнків (.cdr) і Corel Clipart (.cmx)[15]
- sK1 — часткова підтримка[16]
- Xara[en] Designer Pro та Xara Photo & Graphic Designer[en] — ранні версії CorelDraw CDR і CMX[17]